# Paul Cuny
Pour les articles homonymes, voir Cuny.
Paul Cuny, né le 19 novembre 1872 à Gérardmer et mort le 3 juin 1925 à Paris, est un industriel du textile vosgien et un homme politique de la Troisième République, qui est député d'Épinal.

## Biographie

### Industriel du textile
Paul Cuny est le fils d'Henry Cuny (1845-1876), négociant, et de Clémentine Perrin (1850-1915). En 1896, il fonde une filature de coton à Thaon, Paul Cuny et Cie. En 1901, il crée une autre filature à Roville-devant-Bayon, avec un associé, Giron. En 1906, il fonde une troisième filature, la Société Giron et Cie, qui établit la filature de la Vologne, avec Giron, le frère de son épouse, et Adrien Molard, le mari de sa sœur.
En 1908, leurs entreprises fusionnent pour donner la société Paul Cuny, Molard et Cie. Paul Cuny est le gérant et principal actionnaire de cette société en commandite par actions, dont le siège se trouve à Épinal. Cette même année, il fonde une autre filature, à Sélestat, en Alsace, les filatures de Schlestadt. Il est aussi président du conseil d'administration de la filature de Cheniménil et vice-président de la BTT, la Blanchisserie et Teinturerie de Thaon. En 1912, il fonde avec d'autres industriels la société Cotonnière de Dedovo, qui fait construire une usine en Russie, dans la banlieue de Moscou.

### Député d'Épinal

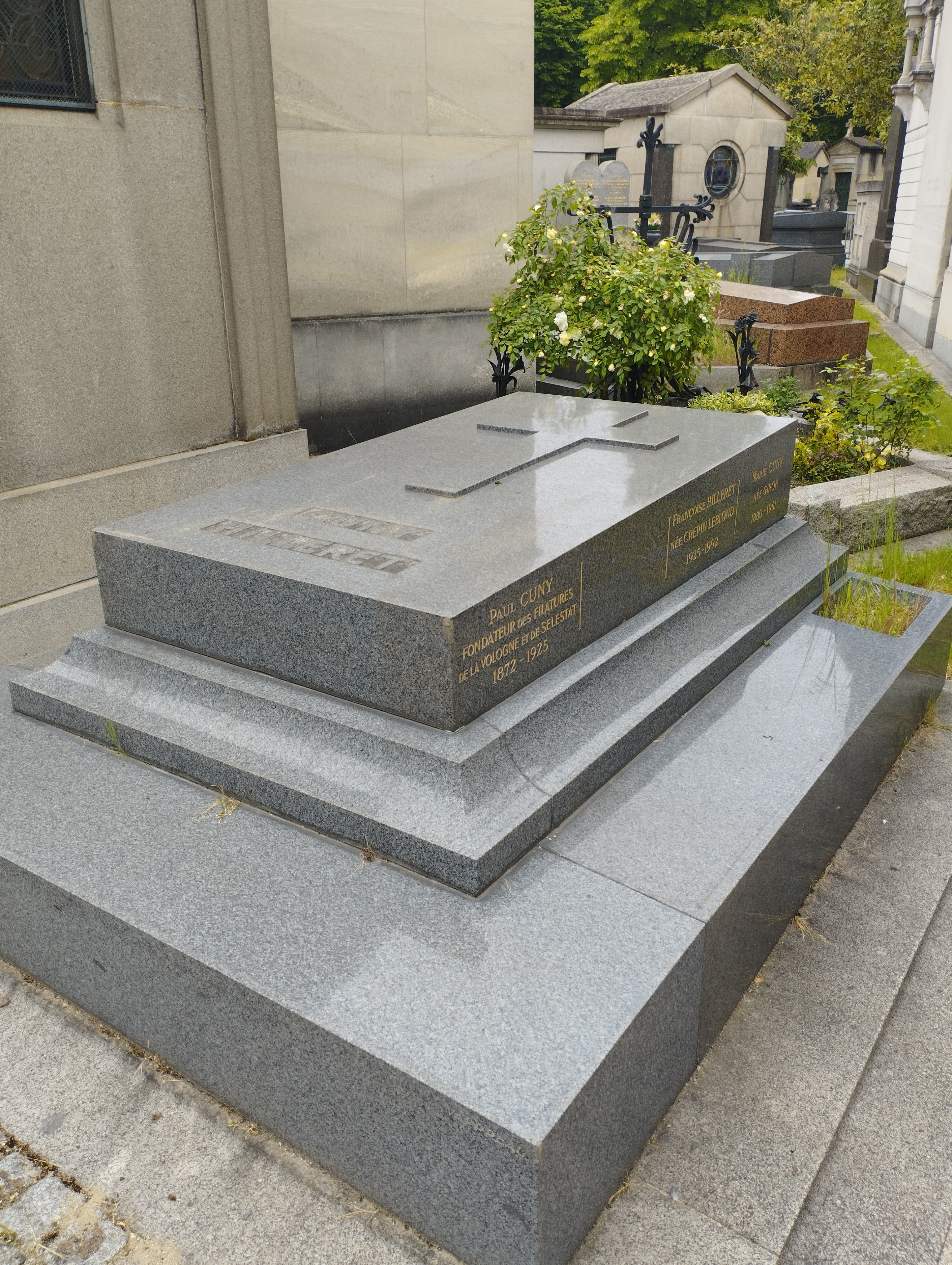
Tombe de Paul Cuny au cimetière de Passy (division 10).

Il est issu d'une famille catholique conservatrice, mais il a évolué vers la gauche, notamment sous l'influence d'Armand Lederlin, industriel, maire de Thaon et conseiller général. Il est d'ailleurs adjoint au maire de Thaon. En 1906, il devient président de la section d'Épinal du comité Mascuraud (le comité républicain du commerce et de l'industrie, présidé par le sénateur Mascuraud, qui finance le parti radical).
En 1909, il envisage de se présenter à une élection législative partielle à Épinal. En 1910, il est candidat à Épinal contre le député sortant progressiste Camille Krantz, en tant que républicain démocrate. Il est élu avec 58,75 % des suffrages exprimés. Il siège à la Chambre au groupe de la Gauche radicale. En 1912, il se présente aux municipales à Épinal : il mène la liste républicaine démocratique contre la liste du maire sortant, qui l'emporte.
Affaibli, il ne se représente pas en 1914 et démissionne de la présidence du comité spinalien du comité Mascuraud. Il s'installe à Paris, d'où il dirige ses affaires.
Il est inhumé au cimetière de Passy (division 10).